# Liste des bourgmestres de Bruxelles
Liste chronologique des bourgmestres de la Ville de Bruxelles, capitale de la Belgique

## Ancien Régime
Les bourgmestres de la Ville de Bruxelles, donnés ici par ordre de premier bourgmestre, issu des lignages de Bruxelles et de second-bourgmestre, issu des Nations de Bruxelles, ou Lignager et Natif :

### XVesiècle
- 1421 : Nouveau magistrat créé en vertu de la charte de 1421, créant les fonctions des deux bourgmestres (ambo consules) : Gerardus Pipenpoy (des Lignages), Jacobus Stovaert (des Nations)
- 1421 : J. Swaeff (des Lignages), J. Cooman (des Nations)
- 1422 : Walter Van Heetvelde, Pierre de Bolenbeke
- 1423 : Willem van Kesterbeke, J. van Muyssen
- 1424 : Jean van Coudenberg, dit Rolibuc, Égide Daneels, teinturier
- 1425 : Willem van Herzele, J. van Schore, dit de Briedere
- 1426 : Wenceslas t'Serclaes, J. Rampaert
- 1427 : Johannes de Hertoghe, Michel de Mabeert
- 1428 : H. Magnus, J. de Broeckhoven
- 1429 : Willem van Kesterbeke, Daniel Poelbroot
- 1430 : Simon van Ophem, J. de Schore, dit de Briedere
- 1431 : Walter, fils de feu Gérard Pipenpoy, J. Roypens
- 1432 : Wenceslas t'Serclaes, Félix de Hont
- 1433 : J. Bernaige, H. van Beringen
- 1434 : Johannes de Frigidomonte, fils Florent de Coudenberg, Michel de Mabeert, meurt le 5 janvier remplacé par Michel Van den Broecke
- 1435 : Walter Van der Noot, J. Rampaert
- 1436 : Walter Vanden Winckele, Arnout Wellems, dit Van Almkercke
- 1437 : Henri Taye, J. de Broeckhoven
- 1438 : Everard t'Serarnts, Jean Ofhuys
- 1439 : Jean de Mol, fils de Jean, J. Bogaert
- 1440 : Claes Vanden Heetvelde, J. Rampaert
- 1441 : Walter, fils de feu Walter Van der Noot, Arnout Wellems, dit Van Almkercke
- 1442 : Jean van Coudenberghe (fils du bourgmestre de 1434, Jean de Frigidomonte), dit Jean de Coudenberg, God. Taye
- 1443 : J. t'Serclaes, J. de Schore
- 1444 : Jean, fils de feu Jean de Mol, Gérard Pipenpoy, meurt le 4 septembre; remplacé par J. Vanden Driessche
- 1445 : Claes Vanden Heetvelde, H. Vander Straeten, dit Meeus
- 1446 : Wenceslas t'Serclaes, Martin Wegsken, dit Snellaert
- 1447 : Antoine Mennen, Arnoul Wellems, dit Van Almkercke
- 1448 : Walter Van der Noot, Nicolas Vanden Driele
- 1449 : Jean, fils de Walter Van der Noot, Guill. Utenberge
- 1450 : Nicolas Van Heetvelde, H. Vander Straeten
- 1451 : Amelric Was, J. Cambier
- 1452 : Everard t'Serarnts, Josse Westveling
- 1453 : J. de Mol, J. de Blare
- 1454 : Jean, fils de Walter Van der Noot, J. Eggerix
- 1455 : Thierry de Mol, Josse de Paepe
- 1456 : Amelric Was, Guill. Rampaert
- 1457 : Walter Van den Winckele, J. Cambier
- 1458 : Philippus van Nieuwenhove, Albertin Frenier
- 1459 : Siger Van Heetvelde, J. Eggerix
- 1460 : J. de Mol, J. Giellaert
- 1461 : Amelric Was, crée chev. par Louis XI
- 1462 : Walter Vanden Winckele, Gerelin de Moor, dit in den Sleutel
- 1463 : Walter Van der Noot, Josse Westveling
- 1464 : Pierre Pipenpoy, Guill. de Smeth
- 1465 : Jean Schat, ou Schatte, J. de Poelke
- 1466 : Everard t'Serclaes, Jean Offhuys
- 1467 : H. Haenkenshoet, Adam Van der Sleehagen
- 1468 : Amelric Was, H. de Mol, dit Cooman
- 1469 : Walter Van der Noot, seigneur de Risoir, J. Vander Moelen
- 1470 : Antoine Thonys, J. Cambier
- 1471 : Conrad Vander Meeren, J. de Poelke
- 1472 : J. de Mol, Jacques Vanden Poele, dit Poelman
- 1473 : H. Haenkenshoet, Adam de Bogaerden, dit Jordaens
- 1474 : Nicolas Van Heetvelde, J. Ofhuys
- 1475 : Costin de Limelette, Gerelin de Moor, dit in den Sleutel
- 1476 : J. Schat, J. Eeckaert
- 1477 : J. Van der Meeren, Arnoul Vanden Plassche
- 1478 : H. Van der Meeren
- 1479 : H. t'Serarnts, God. Wyngaert
- 1480 : Roland de Mol, Thierry Ruttens
- 1481 : Wenceslas t'Serclaes, Pierre de Jonge
- 1482 : J. Bernaige, J. Mosselman
- 1483 : J. van Buyssegem, J. de Poelke
- 1484 : H. Van der Meeren
- 1485 : Roland de Mol, René Van Thienen
- 1486 : Pierre Was, Engelbert Van der Moelen
- 1487 : H. de Mol, Jacques de Ruwe
- 1488 : Adrien van Assche, démissionné ; remplacé par Guill. t'Serclaes, fait prisonnier le 12 octobre ; remplacé par J. de Heemvliet, J. de Walsche
- 1489 : Guill. t'Serclaes, J. de Poelke
- 1490 : Hector Van der Noot, René Van Thienen
- 1491 : J. van Catthem, Josse Zegers
- 1492 : Adriaan van Droogenbroeck, Pierre Goessens
- 1493 : H. Van der Meeren, J. Van Zennen
- 1494 : Jean, fils d'Elegast Vander Meeren, Laurent de Poirtere
- 1495 : Guill. Van Bitterswyck, J. Moyensoene, dit Anderlecht
- 1496 : J. Vanden Heetvelde, Simon Van Doerne
- 1497 : Amleric Was, Jacques de Ruwe
- 1498 : Égide van Aelst, Pierre Goessens
- 1499 : Wenceslas t'Serclaes, J. de Walssche

### XVIesiècle
- 1500 : Jacques Houwaert et J. Moyensoene dit Anderlecht
- 1501 : Roland de Mol et Laurent de Poirtere
- 1502 : Jean Bernaige et Meester Jacques de Ruwe
- 1503 : Henri de Mol et André Stichelman
- 1504 : Gilles van Aelst et Ambroise van Brabant
- 1505 : Jean de Mol, Seigneur de Liefringen et J. de Walsche
- 1506 : Roland de Mol et Siger de Cantere
- 1507 : Antoine vander Noot et Laurent de Poirtere
- 1508 : Antoine de Grimbergen dit van Assche, écuyer et Pierre de Walsche, boucher
- 1509 : Gilles van Aelst et ....
- 1510 : Jean Bernaige et .....
- 1511 : Jean vander Noot et ....
- 1512 : Antoine vander Noot et b....
- 1513 : Gilles van Aelst
- 1514 : Antoine de Grimberghe
- 1515 : Jean vander Noot
- 1516 : Gilles van Aelst
- 1517 : Antoine de Grimberghe
- 1518 : Gilles van Aelst
- 1519 : Antoine de Grimberghe
- 1520 : Jean vander Noot
- 1521 : Antoine de Grimberghe
- 1522 : Antoine van Assche
- 1523 : Jean vander Noot
- 1524 : Jean van Nieuwenhove
- 1525 : Jean van Nieuwenhove
- 1526 : Jean vander Noot
- 1527 : Antoine van Afiche
- 1528 : Jean vander Noot
- 1529 : Antoine van Assche
- 1530 : Roland de Mol, Chevalier, Seigneur de Loupogne
- 1531 : Roland de Mol, Chevalier, Seigneur de Loupogne
- 1532 : Antoine van Afiche

- 1549 : Jean de Locquenghien
- 1552 : Jean Pipenpoy
- 1554 : Hercule d’ Enghien, chevalier, Seigneur de Kestegaete (décédé 1er Juillet)
- 1555 : Jean Pipenpoy
- 1566 : sire Antoine van Os, Seigneur de Heembeck

- 1574 : Jacobus de Taye, seigneur de Gooik, J. Van Geersmeutere
- 1575 : Jacobus de Taye, Charles Vanden Horicke
- 1576 : Antoine Quarré, Pierre Cuyerman, meurt le 19 septembre ; remplacé par Nicolas de Beekere
- 1577 : Charles van Brecht, François Jacobs
- 1578 : Léonard Vandenhecke, Guill. de Smet
- 1579 : Jacques Taye, Simon de Sailly
- 1580 : Léonard Vandenhecke, Adrien Van Conincxloo
- 1581 : H. de Bloyere, Barthélemi Vanderhaegen
- 1582 : H. de Bloyere, Pierre Rentiers
- 1583 : H. de Bloyere, Charles Verbasselt
- 1584 : H. de Bloyere, Charles Verbasselt
- 1585 : Jacques Taye, J. Van Geersmeutere
- 1586 : Lancelot Schets de Grobbendonck, baron de Wesemale, J. Van Gersmeutere
- 1587 : Lancelot Schets, J. de Blaere
- 1588 : Philippe de Rodoan, seigneur de Berleghem, Amerval, etc., J. de Blaere
- 1589 : Philippe de Rodoan, Bernard Diertyns
- 1590 : H. de Dongelberghe, Gabriel van Bemmel
- 1591 : Henri de Dongelberghe (Henric van Dondelberghe), Gabriel van Bemmel
- 1592 : Égide de Busleyden (Gilles van Busleiden), Guill. de Vaddere
- 1593 : Égide de Busleyden, Guill. de Vaddere
- 1594 : Henri de Dongelberghe, Arnoul Addiers
- 1595 : Henri de Dongelberghe, Arnoul Addiers
- 1596 : François de Senft, J. Meterman
- 1597 : François de Senft, meurt le 4 novembre ; remplacé par Antoine Vanderhert
- 1598–1599 : Henri de Dongelberghe, Guill. de Vaddere

### XVIIesiècle
- 1600–1601 : Charles van Lathem, Gérard Mouton
- 1602 : J. Duquesnoy, seigneur de Steen, meurt le 5 juin 1603, J. Meterman
- 1603–1604 : Henri de Dongelberghe, Arnoul Addiers
- 1605 : Charles de Lathem, Gérard Mouton
- 1606 : Henri de Dongelberghe, Arnoul Addiers
- 1607 : Jacques Vandernoot, seigneur de Kiesekem, Gérard Mouton
- 1608 : Égide de Busleyden, Guill. de Smet
- 1609 : Charles de Lathem, Simon de Sailly
- 1610 : Henri de Dongelberghe, Arnoul Addiers
- 1611 : Henri de Dongelberghe, Arnoul Addiers

- 1620 : Englebert de Taye, baron de Wemmel
- 1624 : Frederik van Marselaer, baron de Parcq, seigneur d'Elewijt
- 1626 : Frederik van Marselaer, baron de Parcq, seigneur d'Elewijt
- 1627 :        "
- 1631 : Frederik van Marselaer, baron de Parcq, seigneur d'Elewijt
- 1643 : Frederik van Marselaer, baron de Parc, seigneur d'Elewijt
- 1646 : François de Dongelberghe
- 1652 : Frederik van Marselaer, baron de Parcq, seigneur d'Elewijt
- 1688 : Henry Pipenpoy
- 1689 : Henry Pipenpoy
- 1692 : Henry Pipenpoy
- 1699 : Charles- Léopold de Fierlant (✝ 1728)

### XVIIIesiècle
- 1700–1702 : Roger Walter van der Noot, baron de Carloo
- 1702–1707 : Charles van den Berghen, comte de Limminghe
- 1707–1712 : Jean-Baptiste Aurelius van Walhoorn, dit De Decker
- 1717–1724 : Jean-Baptiste Aurelius van Walhoorn, dit De Decker
- 1725-1726 : Charles van den Berghe, comte de Limminghe
- 1727-1729 : Charles Léopold de Fierlant
- 1731-1733 : Norbert François Charles van Assche
- 1776-1782 : Simon François de Valeriola, J.-B. De Vits
- 1783-1787 : Henri Ferdinand Joseph de Locquenghien, Vincent Gillé
- 1788-1789 : Jean Henri Joseph de Beeckman de Vieusart, Josse van Wetter
- 1790 : Henri Ferdinand Joseph de Locquenghien, Josse van Wetter
- 1791-1792 : Jean Henri Joseph de Beeckman de Vieusart, J.-J. Sophie
- 1793-1794 : Henri Ferdinand Joseph de Locquenghien, J. van Parys

## Nouveau magistrat nommé le 18 nivôse an III (7 janvier 1795) par les représentants du peuple près les armées du nord et de Sambre-et-Meuse
L'armée d'occupation avait conservé, comme dans l'Ancien Régime, l'existence de deux bourgmestres :
- Premier bourgmestre : 18 nivôse III (7 janvier 1795) – 10 prairial III (29 mai 1795) (démissionnaire), Jan-Baptist Verlooy (avocat).
- Second bourgmestre : 18 nivôse III (7 janvier 1795) – ?, Putt (menuisier).
- Échevins : Joseph Torfs (avocat), Lehardy (avocat), Deschamps (négociant), Narré, De Zadelere (avocat), Van Halewyck (avocat), Wyns, devenu membre de l’administration centrale de la Belgique est alors remplacé, le 23 nivôse, par Parys (maçon), Spinal,  envoyé en mission est remplacé, le 23 nivôse, par Dumoulin (cartier), Pierret, Raes (marchand de couleurs), adjoint aux échevins le 23 nivôse.
- Trésoriers : Keul et Viennet.
- Receveurs : F. Mosselman (négociant), remplacé provisoirement le 23 nivôse, par son frère ; Couteaux (vinaigrier).
- Conseillers : Fourmeaux, Colinet, Nicolle, Torné, Van der Borght, Kockaert (négociant).

## République française (présidents de l'Administration municipale)
- an IV : Joseph Fourmeaux, président de l'Administration municipale.
- an V-an VI : citoyen Arconati (ci-devant Paul, marquis Arconati Visconti), président de l'Administration municipale
- An VI (du 22 septembre 1797 au 21 septembre 1798) : Pierre-Joseph Olbrechts, président de l'Administration municipale de la commune et canton de Bruxelles[3].

## République française (maires)
- an VIII 1795-1800 : citoyen Arconati (Paul, marquis Arconati Visconti)[4], maire (nommé le 6 floréal an VIII).
- an VIII - an X (1800-1802) : Nicolas Rouppe, maire
- an X - an XIII (1802-1805) : Henri Joseph Van Langhenhoven (chimiste), maire.

## Premier Empire (maires)
- 1804-1805 : baron Louis Devos de son nom complet Louis de Vos de Cauwenberg(he)
- 1805–1810 : comte Charles Guillaume de Mérode-Westerloo
- 1810–1814 : duc Charles-Joseph d'Ursel
- 1814-1815 : baron Joseph van der Linden d'Hooghvorst

## Royaume des Pays-Bas (bourgmestres)
- 1815–1817 : baron Louis de Wellens[Note 1]
- 1817-1820 : Hyacinthe van der Fosse
- 1820-1830 : baron Louis de Wellens

## Royaume de Belgique (bourgmestres)

### Bruxelles
| Bourgmestre | Bourgmestre | Bourgmestre | Bourgmestre                                | Durée                                                             | Tendance politique |
| ----------- | ----------- | ----------- | ------------------------------------------ | ----------------------------------------------------------------- | ------------------ |
| 1           |             |             | Louis de Wellens (1772-1846)               | 4 octobre 1830 - 22 octobre 1830 (18 jours)                       | Orangisme          |
| 2           |             |             | Nicolas Rouppe (1768-1838)                 | 22 octobre 1830 - 3 août 1838 (7 ans, 9 mois et 12 jours)         | Libéral            |
| 3           |             |             | Guillaume Van Volxem (1791-1868)           | 13 septembre 1838 - 13 avril 1841(2 ans et 7 mois)                | Libéral            |
| 4           |             |             | François-Jean Wyns de Raucourt (1779-1857) | 14 avril 1841 - 4 octobre 1848(7 ans, 5 mois et 20 jours)         | Libéral            |
| 5           |             |             | Charles de Brouckère (1796-1860)           | 5 octobre 1848 - 20 avril 1860(11 ans, 6 mois et 15 jours)        | Parti libéral      |
| 6           |             |             | André-Napoléon Fontainas (1807-1863)       | 21 avril 1860 - 19 juillet 1863(3 ans, 2 mois et 28 jours)        | Parti libéral      |
| 7           |             |             | Jules Anspach (1829-1879)                  | 15 octobre 1863 - 19 mai 1879(15 ans, 7 mois et 4 jours)          | Parti libéral      |
| 8           |             |             | Félix Vanderstraeten (1823-1884)           | 20 mai 1879 - 21 janvier 1881 (1 an, 8 mois et 1 jour)            | Parti libéral      |
| 9           |             |             | Charles Buls (1837-1914)                   | 17 décembre 1881 - 16 décembre 1899 (17 ans, 11 mois et 29 jours) | Parti libéral      |
| 10          |             |             | Émile De Mot (1835-1909)                   | 16 décembre 1899 - 6 décembre 1909 (9 ans, 11 mois et 20 jours)   | Parti libéral      |
| 11          |             |             | Adolphe Max (1869-1939)                    | 6 décembre 1909 - 26 septembre 1914(4 ans, 9 mois et 20 jours)    | Parti libéral      |
| 12          |             |             | Maurice Lemonnier (1860-1930)              | 26 septembre 1914 - 8 mai 1917(2 ans, 7 mois et 12 jours)         | Parti libéral      |
| 13          |             |             | Louis Steens (1849-1933)                   | 8 mai 1917 - 17 novembre 1918(1 an, 6 mois et 9 jours)            | Parti libéral      |
| (11)        |             |             | Adolphe Max (1869-1939)                    | 17 novembre 1918 - 30 mars 1921 (2 ans, 4 mois et 13 jours)       | Parti libéral      |

### Ville de Bruxelles
Commune fusionnée comprenant Bruxelles, Haren, Laeken et Neder-Over-Heembeek.
| Bourgmestre | Bourgmestre | Bourgmestre | Bourgmestre                         | Durée                                                            | Tendance politique    |
| ----------- | ----------- | ----------- | ----------------------------------- | ---------------------------------------------------------------- | --------------------- |
| 1           |             |             | Adolphe Max (1869-1939)             | 30 mars 1921 - 6 novembre 1939 (18 ans, 7 mois et 7 jours)       | Parti libéral         |
| 2           |             |             | Joseph Vandemeulebroeck (1876-1958) | 28 novembre 1939 - 30 juin 1941 (1 an, 7 mois et 2 jours)        | Parti libéral         |
| 3           |             |             | Jules Coelst (1870-1946)            | 30 juin 1941 - 24 septembre 1942 (1 an, 2 mois et 25 jours)      | Bloc catholique belge |
| 4           |             |             | Jan Grauls (1887-1960)              | 24 septembre 1942 - 4 septembre 1944 (1 an, 11 mois et 11 jours) | Nationaliste flamand  |
| (2)         |             |             | Joseph Vandemeulebroeck (1876-1958) | 4 septembre 1944 - 13 février 1956 (11 ans, 5 mois et 9 jours)   | Parti libéral         |
| 5           |             |             | Lucien Cooremans (1899-1985)        | 14 février 1956 - 29 août 1975 (19 ans, 6 mois et 15 jours)      | Parti libéral         |
| 6           |             |             | Pierre Van Halteren (1911-2009)     | 30 août 1975 - 4 mars 1983 (7 ans, 6 mois et 2 jours)            | PLP                   |
| 7           |             |             | Hervé Brouhon (1924-1993)           | 4 mars 1983 - 10 avril 1993 (10 ans, 1 mois et 6 jours)          | PS                    |
| 8           |             |             | Michel Demaret (1940-2000)          | 10 avril 1993 - 28 avril 1994 (1 an et 18 jours)                 | PSC                   |
| 9           |             |             | Freddy Thielemans (1944-2022)       | 28 avril 1994 - 9 janvier 1995 (8 mois et 12 jours)              | PS                    |
| 10          |             |             | François-Xavier de Donnea (1941-)   | 9 janvier 1995 - 16 janvier 2001 (6 ans et 7 jours)              | PRL                   |
| (9)         |             |             | Freddy Thielemans (1944-2022)       | 16 janvier 2001 - 13 décembre 2013 (12 ans, 10 mois et 27 jours) | PS                    |
| 11          |             |             | Yvan Mayeur (1960-)                 | 13 décembre 2013 - 20 juillet 2017 (3 ans, 7 mois et 7 jours)    | PS                    |
| 12          |             |             | Philippe Close (1971-)              | 20 juillet 2017 - en fonction (8 ans et 19 jours)                | PS                    |